# Hector Kyprianou
Hector Kyprianou (Enfield, 27 de mayo de 2001) es un futbolista británico, nacionalizado chipriota, que juega en la demarcación de centrocampista para el Watford F. C. de la EFL Championship.

## Selección nacional
Hizo su debut con la selección de fútbol de Chipre el 12 de octubre de 2023 en un partido de clasificación para la Eurocopa 2024 contra Noruega que finalizó con un resultado de 0-4 a favor del combinado noruego tras los goles de Alexander Sørloth, Fredrik Aursnes y un doblete de Erling Braut Haaland.

## Clubes
| Club                                      | País       | Año       | Partidos | Goles |
| ----------------------------------------- | ---------- | --------- | -------- | ----- |
| Harlow Town FC (cedido)                   | Inglaterra | 2018      | 3        | 0     |
| Bishop's Stortford F. C. (cedido)         | Inglaterra | 2018-2019 | 16       | 0     |
| Hampton & Richmond Borough F. C. (cedido) | Inglaterra | 2019      | 1        | 0     |
| Leyton Orient F. C.                       | Inglaterra | 2019-2022 | 71       | 1     |
| Peterborough United F. C.                 | Inglaterra | 2022-2025 | 140      | 16    |
| Watford F. C.                             | Inglaterra | 2025-     |          |       |

## Palmarés

### Títulos nacionales
| Título     | Club                      | País       | Año  |
| ---------- | ------------------------- | ---------- | ---- |
| EFL Trophy | Peterborough United F. C. | Inglaterra | 2024 |
| EFL Trophy | Peterborough United F. C. | Inglaterra | 2025 |